# Usain Bolt
Usain St. Leo Bolt (Sherwood Content, 21 agosto 1986) è un ex velocista giamaicano, primatista mondiale dei 100 metri piani, dei 200 metri piani e della staffetta 4×100 metri.
Soprannominato Lightning Bolt (fulmine), ha vinto in carriera 8 medaglie d'oro olimpiche e 11 mondiali ed è l'unico atleta nella storia ad avere vinto la medaglia d'oro nei 100 m piani e nei 200 m piani in tre edizioni consecutive dei Giochi olimpici (Pechino 2008, Londra 2012 e Rio de Janeiro 2016), oltre che in tre diverse edizioni dei campionati mondiali (Berlino 2009, Mosca 2013 e Pechino 2015). Ha inoltre detenuto fino al 2021 i record mondiali dei 200 m piani delle categorie under 20 e under 18, rispettivamente con 19"93 e 20"13.
Gli ex primatisti mondiali Pietro Mennea e Michael Johnson lo hanno definito il più grande velocista di tutti i tempi.

## Biografia

### Primi anni (1986-2001)
Nato nella parrocchia civile di Trelawny, una delle quattordici suddivisioni della Giamaica con capoluogo Falmouth, da Wellesley e Jennifer Bolt, crebbe a Sherwood Content, un villaggio di circa un migliaio di abitanti insieme al fratello Sadiki, alla sorella Christine e al migliore amico Nugent Walker, soprannominato "NJ".
Il suo talento atletico è ben visibile fin dai primi anni, quando pratica diversi sport, soprattutto il cricket, che ha continuato ad appassionarlo anche dopo i suoi successi sportivi. Dopo essere entrato nella William Knibb Memorial High School, l'allenatore di cricket ed i genitori notano le sue doti da velocista e decidono di farlo partecipare a gare di atletica leggera.
Nel 2001 Bolt vince la sua prima medaglia giungendo 2º sui 200 metri piani nel campionato scolastico, con un tempo di 22"04. Nella sua prima competizione a livello continentale, i CARIFTA Games dello stesso anno, ottiene due medaglie d'argento sui 200 (con 21"81) e sui 400 metri piani (con 48"28).
Fa la sua prima apparizione a livello internazionale ai Mondiali allievi di Debrecen, dove manca l'ingresso nella finale dei 200 m, stabilendo tuttavia il nuovo primato personale sulla distanza con 21"73.

### L'ascesa sportiva (2002-2003)
Nel 2002 continua a migliorare i propri primati su 200 e 400 metri, portandoli rispettivamente a 20"61 e 47"12 nel corso dei campionati centroamericani e caraibici juniores di atletica leggera, che lo vedono medaglia d'oro su entrambe le distanze.
Ai Mondiali juniores di Kingston, ottiene i suoi primi successi in campo internazionale, mostrando tutto il suo talento sui 200 metri. Dopo aver stabilito nel primo turno il suo nuovo primato personale, con 20"58, in finale conquista la medaglia d'oro con il tempo di 20"61 (il 19 luglio 2002), vittoria che fa di Bolt il più giovane campione mondiale juniores di sempre all'età di 15 anni e 332 giorni. Oltre a questo grande risultato individuale, aiuta la squadra giamaicana nelle due staffette, conquistando due argenti e stabilendo i nuovi primati nazionali juniores nella 4×100 metri (39"15) e nella 4×400 metri (3 04"06).
Il 5 aprile 2003 a Kingston corre i 400 metri piani in 45"35, tempo che rappresenta la sesta miglior prestazione mondiale di tutti i tempi della categoria allievi ed anche temporaneo primato mondiale stagionale, in seguito battuto dal sudanese Nagmeldin Ali Abubakr con 45"22.
Nello stesso meeting Bolt batte il primato mondiale dei 200 metri della categoria allievi con 20"25 (vento +1,9 m/s), ed il 21 giugno, sempre a Kingston lo manca per soli 3 centesimi di secondo. Ai Campionati del mondo allievi, tenutisi in luglio a Sherbrooke, vince la medaglia d'oro con il tempo di 20"40, ottenuto con un vento contrario di 1,1 m/s. Successivamente, il 20 luglio a Bridgetown nel corso dei campionati panamericani juniores, batte un'altra volta il record mondiale con 20"13 in totale assenza di vento.

### I primi successi (2004-2007)

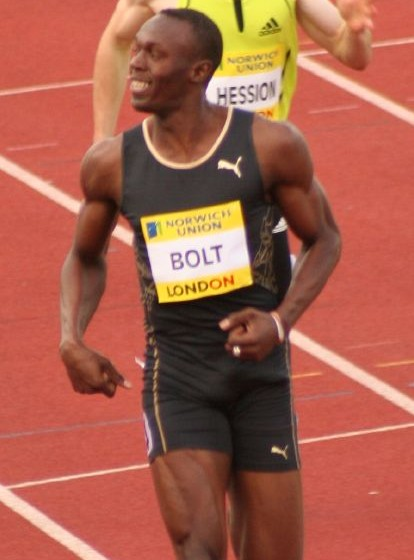
Usain Bolt al meeting Crystal Palace del 2007

Sotto la guida del nuovo tecnico Fitz Coleman, Bolt diviene un professionista e, a partire dal 2004, si consacra come uno dei più talentuosi velocisti di sempre. L'11 aprile dello stesso anno stabilisce il nuovo primato mondiale juniores dei 200 metri con il tempo di 19"93, diventando il primo velocista juniores di sempre a correre la distanza in meno di 20 secondi.
Un infortunio al tendine del ginocchio lo costringe a rinunciare ai Mondiali juniores che si disputano a Grosseto, ma riesce a recuperare in tempo per partecipare ai Giochi olimpici di Atene 2004. Tuttavia, a causa di un nuovo infortunio nella batteria di qualificazione, corre i 200 metri in 21"05 fallendo così il passaggio al turno successivo.
L'anno successivo è fondamentale per Bolt. Il nuovo allenatore, Glen Mills, riconoscendo il talento e il futuro roseo di Usain, decide di cambiare l'approccio poco professionale del giamaicano allo sport. La stagione inizia positivamente con la vittoria in 20"03 sui 200 metri ai Campionati CAC di Nassau e con un tempo di 19"99 sui 200 metri segnato al London Anniversary Games. Sfortunatamente, a Helsinki 2005, si infortuna durante la finale dei 200 metri e arriva ultimo con il tempo di 26"27. Tra il 2005 e il 2006 raggiunge i vertici della specialità classificandosi rispettivamente terzo e quarto nella classifica mondiale dell'anno.
Nel 2006, durante il meeting Athletissima di Losanna, ottiene un terzo posto, alle spalle di Xavier Carter e Tyson Gay, registrando il suo primato personale sui 200 metri a 19"88. Si conferma tra i migliori velocisti del momento, chiudendo la stagione con un 3º posto (in 20"10) alla IAAF World Athletics Final di Stoccarda e con un 2º posto (in 19"96) in Coppa del mondo ad Atene.
Durante tutto il 2007 Bolt fa registrare ottimi risultati, vincendo medaglie e soprattutto abbassando in continuazione i suoi primati personali. Comincia a dedicarsi alla distanza dei 100 metri, stabilendo il proprio personale in 10"03 a Retimo, nel corso di un meeting in Grecia, mentre ai campionati giamaicani fa registrare il nuovo primato nazionale dei 200 m con il tempo di 19"75, battendo il record di Don Quarrie che resisteva da ben 36 anni. Ai mondiali di Osaka 2007 vince le sue prime medaglie internazionali nella categoria seniores, conquistando l'argento sui 200 m, con il tempo di 19"91 alle spalle di Tyson Gay, e nella staffetta 4 × 100 m (con Powell, Anderson e Carter), stabilendo con 37"89 il nuovo primato nazionale della specialità.

### Le Olimpiadi di Pechino (2008)

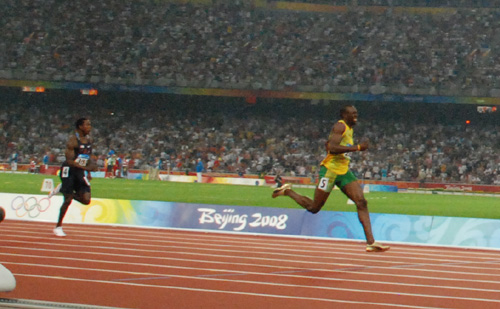
Bolt vola verso l'oro dei 200 metri nella finale olimpica di

Il 3 maggio 2008 realizza la seconda miglior prestazione di sempre sui 100 metri piani: nel corso del meeting Jamaica International di Kingston, Bolt ferma il cronometro sul tempo di 9"76 (vento +1,8 m/s), a soli due centesimi dal primato mondiale del connazionale Asafa Powell, stabilito l'anno precedente a Rieti.
Il 31 maggio, a New York, nel corso del Reebok Grand Prix all'Icahn Stadium stabilisce il primato mondiale dei 100 metri piani correndo in 9"72.
La prestazione di Bolt è ancor più considerevole, se si pensa che la gara di New York è solamente la 5ª di Bolt sui 100 metri nella categoria seniores.
Il 13 luglio, all'Athens Grand Prix Tsiklitiria, corre i 200 metri in 19"67 (vento −0,5 m/s), tempo che, oltre a rappresentare il nuovo record nazionale giamaicano e il primato mondiale stagionale, lo colloca al quinto posto nella classifica assoluta di ogni tempo. Il 22 luglio, a causa probabilmente di una brutta partenza, nei 100 metri viene battuto per un solo centesimo dal connazionale Asafa Powell, che vince in 9"88 con vento nullo.
Alla luce dei notevoli riscontri cronometrici su 100 e 200 metri, Bolt si presenta da favorito per gli imminenti Giochi olimpici di Pechino 2008. Il 16 agosto, nella finale dei 100 metri piani, stabilisce il nuovo primato mondiale con un riscontro cronometrico di 9"69 (arrotondato per eccesso), nonostante rallenti vistosamente la sua corsa, in preda all'esultanza, negli ultimi 30 metri (correndo inoltre gli ultimi passi con la scarpa sinistra slacciata). L'allenatore di Bolt, Glen Mills, successivamente dichiarerà che, considerando la velocità dei primi 60 metri della finale, Bolt avrebbe potuto fermare il cronometro sul tempo di 9"52.
Archiviata la gara sui 100 metri, Bolt si appresta a prendere parte alla distanza doppia, nella speranza di emulare il duplice oro di Carl Lewis ai Giochi di Los Angeles 1984. Il 20 agosto, domina anche la finale dei 200 metri piani stabilendo il nuovo primato mondiale con 19"30 con vento contrario di quasi un metro al secondo (−0,9 m/s), ritoccando il precedente primato di Michael Johnson di 19"32 ottenuto ad Atlanta 1996 e registrando la massima velocità media con partenza da fermo mai raggiunta da un uomo (36,923 km/h, limite poi superato il 16 agosto 2009 nella finale dei 100 metri piani ai mondiali di Berlino con la media di 37,578 km/h).
Il 22 agosto Bolt conclude trionfalmente la sua partecipazione olimpica vincendo l'oro nella 4×100 metri, correndo la terza frazione di una staffetta composta anche dai connazionali Nesta Carter, Michael Frater e Asafa Powell. Con il tempo di 37"10 il quartetto giamaicano stabilisce il nuovo record del mondo, migliorando il precedente primato di ben 30 centesimi di secondo.
Il 2 settembre riconferma la sua superiorità sul mezzo giro di pista all'Athletissima di Losanna, chiudendo in 19"63 nonostante il vento contrario di 0,9 m/s e il rallentamento nel finale, mentre 3 giorni dopo, a Bruxelles corre i 100 metri in 9"77 davanti al connazionale Asafa Powell (9"83) con un vento contrario di 1,3 m/s e su pista bagnata.

### I Mondiali di Berlino (2009)
(Alessandro Del Piero su Usain Bolt.)

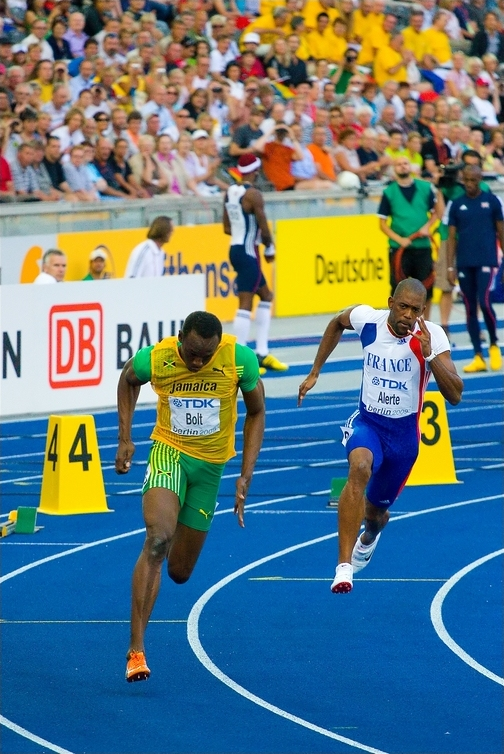
Usain Bolt corre la gara da primato dei 200 m di

Bolt inizia la stagione 2009 correndo i 400 metri in un paio di gare e facendo segnare il tempo di 45"54 a Kingston. Nel mese di aprile viene coinvolto in un incidente d'auto, che gli procura un piccolo infortunio alla gamba da cui tuttavia recupera velocemente.
Successivamente prende parte ad una gara sull'insolita distanza dei 150 metri piani (corsi in rettilineo) nella città di Manchester; con 14"35, Bolt realizza il tempo più veloce di sempre sulla distanza, migliorando il 14"75 di Tyson Gay (corso durante la finale dei 200 m ai Mondiali del 2007) e il 14"8 (manuale) di Pietro Mennea, tempi che rimangono tuttavia le migliori prestazioni per i 150 metri corsi in curva.
Ai campionati nazionali giamaicani, nonostante una condizione non ancora ottimale, vince le prove sui 100 e 200 metri correndo rispettivamente in 9"86 e 20"25, ottenendo così la qualificazione per i Mondiali di Berlino che si sarebbero tenuti nei mesi a venire.
Il 2 luglio, durante un'intervista, dichiara di essere in grado di ritoccare i primati dei 100 e 200 m che già gli appartengono: "Penso di poter andare più forte. Ritengo che arrivare a 9"50 nei 100 metri sia possibile, ci sto lavorando. Ora non sono nella migliore condizione, ma penso che lentamente sarò in grado di rimettermi in forma in vista dei mondiali".
A pochi giorni da queste dichiarazioni, il 7 luglio, durante il meeting internazionale Athletissima di Losanna, Bolt corre i 200 metri in 19"59, quarta miglior prestazione di sempre, ma con quasi un metro di vento contrario e sotto una pioggia torrenziale, oltretutto rallentando vistosamente negli ultimi 30 metri.
Il 16 agosto vince la finale dei 100 metri piani dei mondiali di Berlino 2009 con il tempo di 9"58, nuovo primato del mondo, con la media di 2 metri e 44 centimetri ogni passo, superando i 44 km/h di velocità media nei secondi 50 metri e toccando un picco di velocità di 44,72 km/h. Il secondo classificato, lo statunitense Tyson Gay argento in 9"71 (nuovo primato nazionale) è distanziato di ben 13 centesimi, mentre Asafa Powell chiude al terzo posto in 9"84, tempi che assieme a tutte le altre prestazioni formano la gara più veloce di sempre.
Secondo le statistiche sarebbero dovuti passare altri 20 anni prima che il suo vecchio primato di 9"69 venisse battuto, mentre Bolt riesce a migliorarlo di 11 centesimi in soli 12 mesi, ponendosi come obiettivo futuro la soglia dei 9"40.
Il 20 agosto stabilisce il nuovo primato dei 200 metri piani correndo in 19"19 e vincendo la medaglia d'oro anche su questa distanza. In seguito a tale prestazione cronometrica viene presa in considerazione l'ipotesi che Bolt possa scendere sotto i 19 secondi.
Il 22 agosto si aggiudica l'oro anche nella staffetta 4×100 con il tempo di 37"31, non battendo il primato del mondo, ma stabilendo comunque il record dei campionati.
Dopo i mondiali del 2009 Bolt dichiara di volersi concedere due anni di allenamento sui 400 metri piani per tentare di stabilire il primato mondiale anche su questa distanza. Inoltre afferma di volersi cimentare nel salto in lungo prima della fine della sua carriera: l'attuale primatista Mike Powell aveva sostenuto che potesse essere il primo atleta a superare la soglia dei 9 metri.

### Gli infortuni (2010)
La stagione 2010 non si rivela all'altezza delle precedenti per Bolt, nonostante i buoni tempi sulle sue tipiche distanze. Esordisce il 25 aprile alla centosedicesima edizione delle Penn Relays di Filadelfia, con la staffetta 4×100 metri assieme a Mario Forsythe, Yohan Blake e Marvin Anderson chiudendo in 37"90 (primato stagionale) e realizzando l'ultima frazione in 8"79. Qualche giorno dopo, a Kingston, corre i 200 metri in 19"56, miglior prestazione stagionale, nonché 4ª migliore di sempre.
Corre la sua prima tappa della Diamond League a Shanghai, coprendo i 200 m in 19"76 (vento −0,8 m/s), lontano due decimi dal suo primato stagionale.
Il 27 maggio al Golden Spike di Ostrava manca il primato del mondo, appartenente a Michael Johnson con 30"85, sull'inconsueta distanza dei 300 metri correndo i primi 100 m in 9"70, i 200 m in 19"80 e concludendo la gara in 30"97, dovendosi accontentare del primato del meeting, precedentemente detenuto da Jeremy Wariner con 31"72.
L'8 luglio, dopo essersi ripreso da un infortunio al tendine di Achille, corre i 100 m allo Stade Olympique de la Pontaise di Losanna in 9"82 (vento +0,5 m/s), eguagliando il primato mondiale stagionale di Asafa Powell.
Qualche giorno dopo segna un'altra vittoria al Meeting Areva di Saint-Denis, chiudendo in 9"84 davanti ad Asafa Powell, secondo con 9"91 e Yohan Blake, terzo in 9"95.
Arriva anche una sconfitta al DN Galan di Stoccolma, dove il rivale Tyson Gay vince in 9"84, a fronte di un 9"97 del giamaicano, che nei due anni passati non aveva mai perso totalizzando una serie di 14 vittorie consecutive. Tuttavia, alla fine della gara, dimostra di accettare la sconfitta abbracciando il vincitore. Poco dopo, un infortunio gli impedisce di partecipare ai meeting di Zurigo e Bruxelles, costringendolo a concludere in anticipo la stagione.
Rinnovando fino al 2013 il suo contratto con la nota marca di abbigliamento Puma, con cui è legato sin dal 2002, è diventato l'atleta più pagato nella storia dell'atletica leggera.

### I Mondiali di Taegu (2011)
Nel mese di gennaio 2011, l'atleta giamaicano dichiara la sua intenzione di volersi ritirare dall'atletica leggera dopo i Giochi olimpici di Rio de Janeiro 2016, e che il suo desiderio successivo sarebbe quello di giocare da professionista in una squadra di calcio in Europa, possibilmente il Manchester United.
Dopo 10 mesi di assenza dalle gare debutta al Golden Gala di Roma, correndo i 100 metri in 9"91, davanti a Asafa Powell (9"93) e Christophe Lemaitre (10"00). La gara è molto combattuta, Powell, in vantaggio fino ai 70 metri, viene recuperato e superato da Bolt poco prima della linea di arrivo.
Ripete lo stesso tempo qualche giorno dopo al Golden Spike di Ostrava, passando le 100 iarde in 9"14.
Il 9 giugno ai Bislett Games di Oslo segna il primato stagionale sui 200 metri con il tempo di 19"86 (vento +0,7).
Corre la stessa distanza un mese dopo al Meeting Areva vincendo con un più modesto 20"03 (vento −0,6 m/s).
Al meeting Herculis di Monaco corre i 100 metri in 9"88 (vento +1,0 m/s), precedendo di soli due centesimi il connazionale Nesta Carter (9"90) e lo statunitense Mike Rodgers (9"96); dopo questa gara Bolt afferma che nella stagione non riuscirà a battere il primato del mondo segnato nel 2009.
Al DN Galan di Stoccolma corre i 200 metri, ma ancora una volta resta sopra i 20 secondi con 20"03 (vento −1,2 m/s).

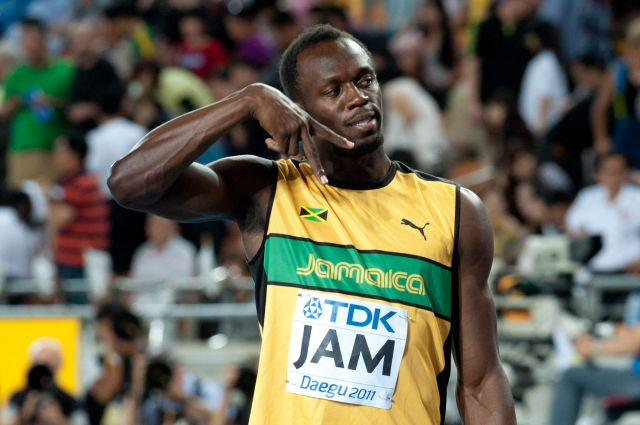
Usain Bolt dopo la finale della 4×100 ai mondiali di

Ai mondiali di Taegu 2011, in Corea del Sud, dopo essersi qualificato per la finale con il secondo miglior tempo ma i favori del pronostico, viene squalificato per una falsa partenza, togliendosi prima la maglietta in segno di stizza e poi lasciando lo stadio.
Il titolo di campione sui 100 metri viene vinto dal suo connazionale Yohan Blake con il tempo di 9"92 (vento −1,4 m/s). In seguito a questo evento si addensano vari sospetti sul motivo per il quale avesse voluto anticipare la partenza in modo così evidente; Carlo Vittori, l'ex tecnico di Pietro Mennea lo critica sostenendo che il suo gesto sia stato commesso volontariamente con l'obiettivo di far aumentare ancora di più l'attenzione dei media verso di lui, affermando che si sarebbe parlato molto di più di una sua inaspettata squalifica rispetto ad una sua vittoria senza record.
Qualche giorno più tardi si riscatta dalla delusione dei 100 m, confermandosi campione mondiale dei 200 metri con il tempo 19"40 (vento +0,8 m/s), battendo lo statunitense Walter Dix (19"70, a un solo centesimo dal primato personale) e il francese Christophe Lemaitre (19"80, primato nazionale). A coronamento di una rassegna iridata comunque positiva conquista l'oro anche con la staffetta 4×100 m con Nesta Carter, Michael Frater e Yohan Blake stabilendo con il tempo di 37"04 il nuovo record mondiale.
Dopo la conclusione dei Campionati mondiali corre i 100 metri a Zagabria (Croazia) in 9"85 (vento +0,1 m/s), davanti a Kim Collins (10"00) e Richard Thompson (10"03), realizzando il suo primato stagionale, ma solo la settima prestazione dell'anno, e dichiarando di non sentirsi soddisfatto, dal momento che riteneva di poter fare di meglio. Chiude la stagione 2011 il 16 settembre al Memorial Van Damme di Bruxelles, correndo i 100 metri in 9"76 (vento +1,3 m/s), davanti ai due connazionali Nesta Carter (9"89) e Lerone Clarke (10"05), battendo il record mondiale stagionale di Asafa Powell di 9"78.
Il 12 novembre gli viene assegnato dalla IAAF il premio come miglior atleta dell'anno assieme all'ostacolista australiana Sally Pearson; nell'occasione dichiara la sua intenzione di vincere 4 ori ai Giochi di Londra 2012, correndo, oltre alle sue consuete distanze dei 100 m, 200 m e staffetta 4×100 metri, anche la staffetta 4×400 metri. Carl Lewis fu l'ultimo atleta a compiere un'impresa simile a Los Angeles 1984, vincendo 4 ori nei 100 m, 200 m, staffetta 4 × 100 m e salto in lungo.

### Le Olimpiadi di Londra (2012)
Dopo due forfait a gennaio, Bolt si presenta in ottime condizioni per il 2012; il 14 aprile corre la sua prima gara in staffetta, con la 4×100 composta da Mario Forsythe, Yohan Blake e Kimmari Poach (suoi compagni di società del Racers Track Club), vincendo in 37"82 davanti al team del MVP Track & Field Club, che con Dwain Chambers, Michael Frater, Nesta Carter e Asafa Powell (che sfida Bolt in ultima frazione) chiude in 38"27.

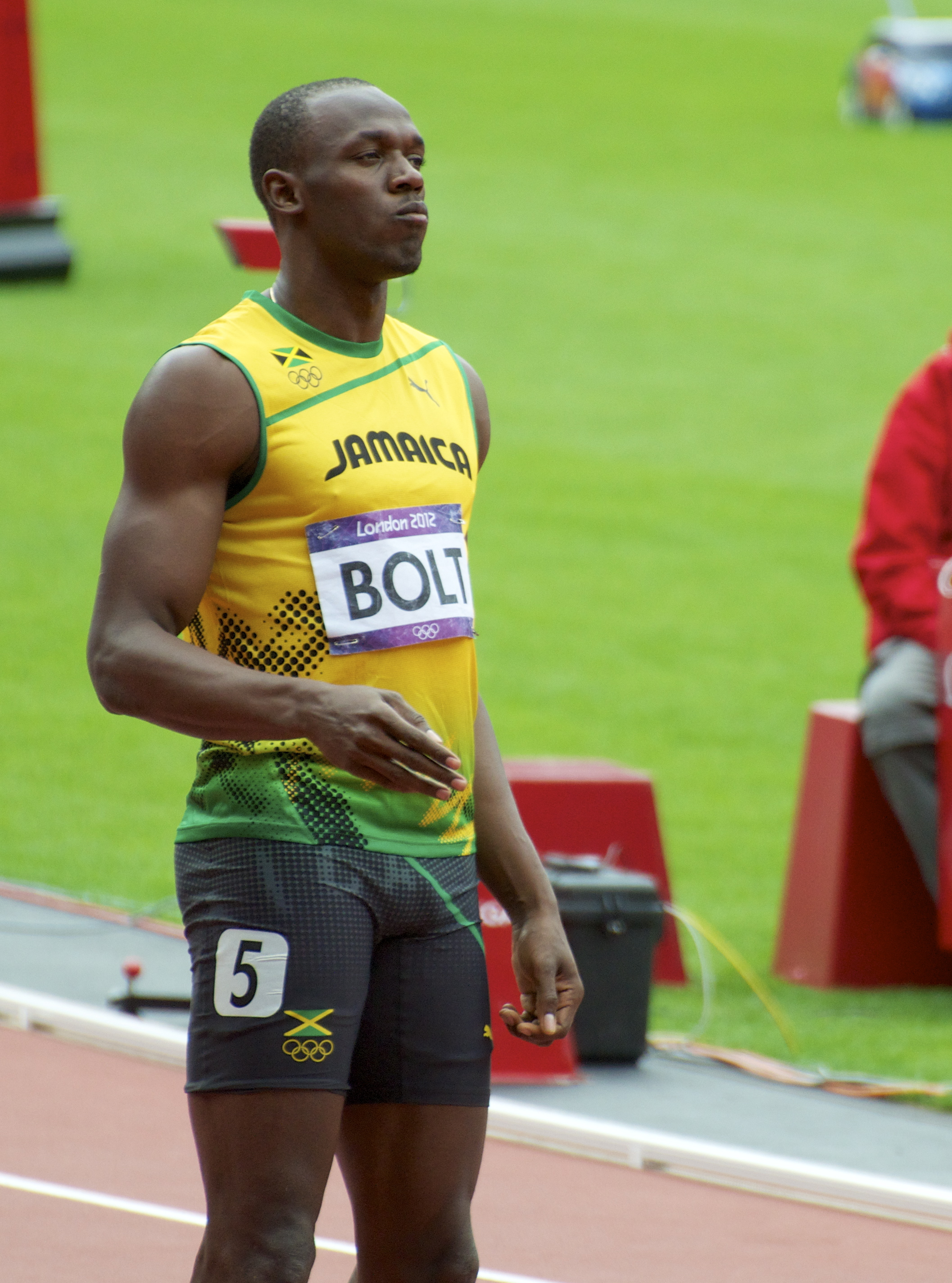
Usain Bolt ai Giochi olimpici di

Il 6 maggio corre la sua prima gara individuale, in cui, dopo due false partenze ferma il cronometro a 9"82, davanti ai connazionali Michael Frater (10"00) e Lerone Clarke (10"03), migliorando il precedente primato stagionale di Yohan Blake di 8 centesimi; il tempo, nonostante l'aiuto di una buona dose di vento a favore (1,8 m/s) è un risultato più che soddisfacente per un inizio di stagione. In vista del Golden Spike di Ostrava si pone come obiettivo un tempo sotto i 9"80; tuttavia in questa occasione Bolt non brilla particolarmente: seppur vincendo, chiude in 10"04, tempo condizionato anche da una cattiva partenza e da un vento contrario di 0,8 m/s. Una prestazione cronometrica di questo livello non gli capitava dal 2009.
Il 31 maggio, nella cornice dello Stadio Olimpico di Roma al Golden Gala, Bolt si conferma nuovamente il miglior velocista del momento, facendo fermare il cronometro su 9"76 (vento −0,1 m/s), record del meeting, precedendo il connazionale Asafa Powell (9"91) e il francese Christophe Lemaitre (10"04). La sfida con l'eterno rivale Powell si ripete una settimana dopo ai Bislett Games di Oslo, stavolta la gara è più combattuta: Asafa Powell scatta meglio dai blocchi riuscendo a tenerlo dietro per circa 70 metri, ma ancora una volta Bolt trionfa con 9"79 (vento +0,7 m/s), a 6 centesimi dal rivale.

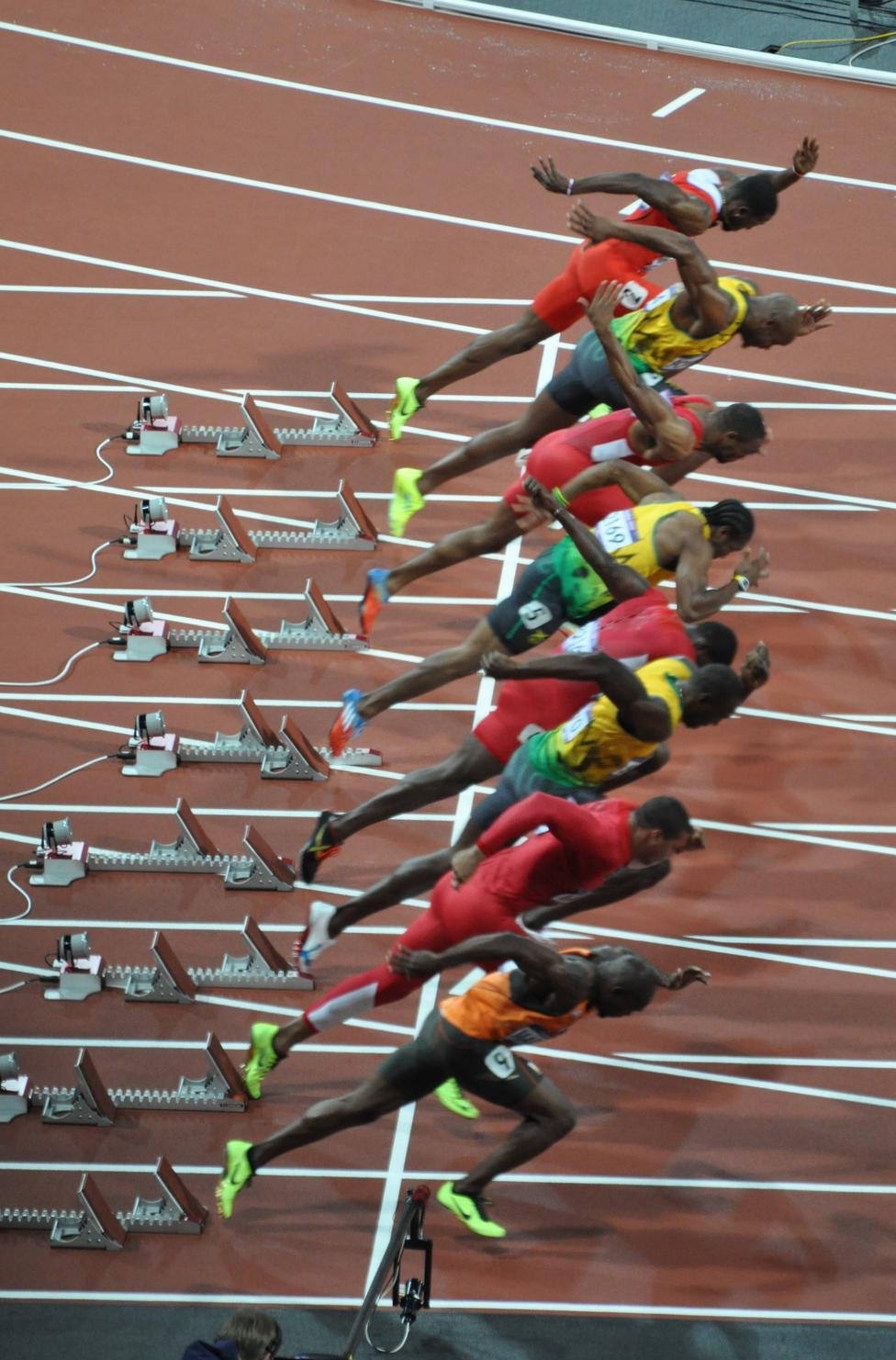
Usain Bolt (7ª corsia, 6º dall'alto) durante la partenza della finale dei 100 metri piani dei Giochi olimpici di

Nonostante l'eccellente forma di stagione Bolt non riesce a riconfermare la sua imbattibilità; ai trials giamaicani si deve scontrare con il campione del mondo sui 100 metri Yohan Blake, nonché autore del miglior crono del 2011 sui 200 metri, con il notevole 19"26. La prima sconfitta avviene sui 100 metri, in cui Blake vince in 9"75 diventando il quarto atleta più veloce della storia. Bolt si classifica secondo in 9"86, precedendo Asafa Powell solo di due centesimi. In seguito viene sconfitto anche sui 200 metri, disciplina in cui non perdeva dal 2007 e che vede vincitore ancora Blake con 19"80, 3 centesimi meglio di Bolt.
Dopo queste due brucianti sconfitte, in accordo con il suo allenatore, decide di non prendere parte al meeting Herculis del 20 luglio (in cui si sarebbe dovuto cimentare sui 200 m), affermando di avere qualche problema muscolare da risolvere. C'è chi vede in questa affermazione solo una scusa per prepararsi al meglio in vista dei Giochi olimpici di Londra 2012, in cui per la prima volta potrebbe non essere più considerato il logico favorito per le vittorie sui 100 m e 200 m, viste le sconfitte subite ai trials giamaicani di qualche settimana prima.
Il 27 luglio è il portabandiera per la Giamaica alla cerimonia di apertura dei Giochi della XXX Olimpiade. Il 5 agosto vince l'oro nei 100 metri stabilendo il nuovo record olimpico con il tempo di 9"63, battendo il suo compagno di squadra Yohan Blake di 12 centesimi. Vincendo per la seconda volta su questa distanza ad un'Olimpiade porta a termine un'impresa che solo Carl Lewis era riuscito a realizzare in precedenza.
Il 9 agosto vince l'oro anche nei 200 metri piani con il tempo di 19"32, davanti ai connazionali Yohan Blake e Warren Weir; grazie a questa vittoria Bolt è l'unico atleta nella storia a vincere la medaglia d'oro nei 100 e 200 metri in due Olimpiadi consecutive. Infine l'11 agosto, insieme ai connazionali Carter, Frater e Blake, vince la medaglia d'oro anche nella staffetta 4×100 metri, realizzando con il tempo di 36"84 il nuovo record mondiale.
(Usain Bolt dopo aver vinto l'oro nei 100 e nei 200 m a Londra 2012)

### I Mondiali di Mosca (2013)
Bolt apre la stagione 2013 nel mese di febbraio a Kingston correndo i 400 m con il tempo di 46"74, primato personale stagionale successivamente migliorato a marzo con 46"44. La prima gara stagionale sui 100 m la disputa a George Town, nelle Isole Cayman, vincendo la prova in 10"09.
Il 6 giugno prende parte al Golden Gala di Roma, venendo battuto dallo statunitense Justin Gatlin per un centesimo di secondo sui 100 metri piani (9"94 contro 9"95). Prima dell'inizio del meeting Bolt percorre un giro di pista a bordo di una vettura elettrica indossando la maglia della nazionale italiana.
Il 13 giugno, durante i Bislett Games di Oslo, fa il suo debutto stagionale anche sui 200 m, vincendo la gara con il tempo di 19"79, miglior prestazione mondiale dell'anno sulla distanza.
Nel mese di agosto prende parte ai campionati del mondo di Mosca 2013. L'11 agosto vince la medaglia d'oro nei 100 m con il tempo di 9"77, suo primato stagionale, precedendo lo statunitense Justin Gatlin e il connazionale Nesta Carter. Il 17 agosto conquista l'oro anche nella gara dei 200 m, con il tempo di 19"66, ed il giorno successivo conquista la sua terza medaglia d'oro nella manifestazione (8º oro complessivo ai Mondiali), grazie alla staffetta 4×100 metri, vinta con il tempo di 37"36, con un quartetto composto da Nesta Carter, Kemar Bailey-Cole, Nickel Ashmeade e lo stesso Bolt in ultima frazione.
Con queste ultime vittorie eguaglia il record di ori (8) e di medaglie complessive vinte (10) ai mondiali di atletica di Carl Lewis.

### Giochi del Commonwealth (2014)
La stagione 2014 è per Bolt un po' travagliata a causa di qualche infortunio e, visto l'assenza di eventi particolari a livello mondiale, decide di non prendere parte a nessun meeting di rilievo fino a luglio. Il 2 agosto prende parte alla finale della 4×100 ai Giochi del Commonwealth come quarto frazionista, vincendo l'oro col tempo di 37"58. Il 23 agosto partecipa all'unica gara individuale dell'anno: a Varsavia corre e vince i 100 m in 9"98. Questo risultato viene considerato record mondiale indoor in quanto il tetto dello stadio viene chiuso durante la gara.

### I Mondiali di Pechino (2015)
Bolt apre la stagione 2015 vincendo i 100 m nella Diamond League di Londra con il tempo di 9"87.
Ad agosto prende parte ai mondiali di Pechino 2015, qualificandosi per la finale dei 100 m insieme al favorito Justin Gatlin, che vanta la migliore prestazione mondiale dell'anno con 9"74. Bolt vince la finale correndo in 9"79 e precedendo di un centesimo lo statunitense. La storia si ripete nei 200 m, dove, dopo aver superato facilmente le batterie e le semifinali, vince la finale in 19"55 davanti al rivale Justin Gatlin, raggiungendo il traguardo del 10º oro mondiale e siglando la miglior prestazione mondiale stagionale della specialità.
Il 29 agosto vince inoltre la medaglia d'oro con la squadra giamaicana nella staffetta 4×100 metri con il tempo di 37"36.

### Le Olimpiadi di Rio (2016)

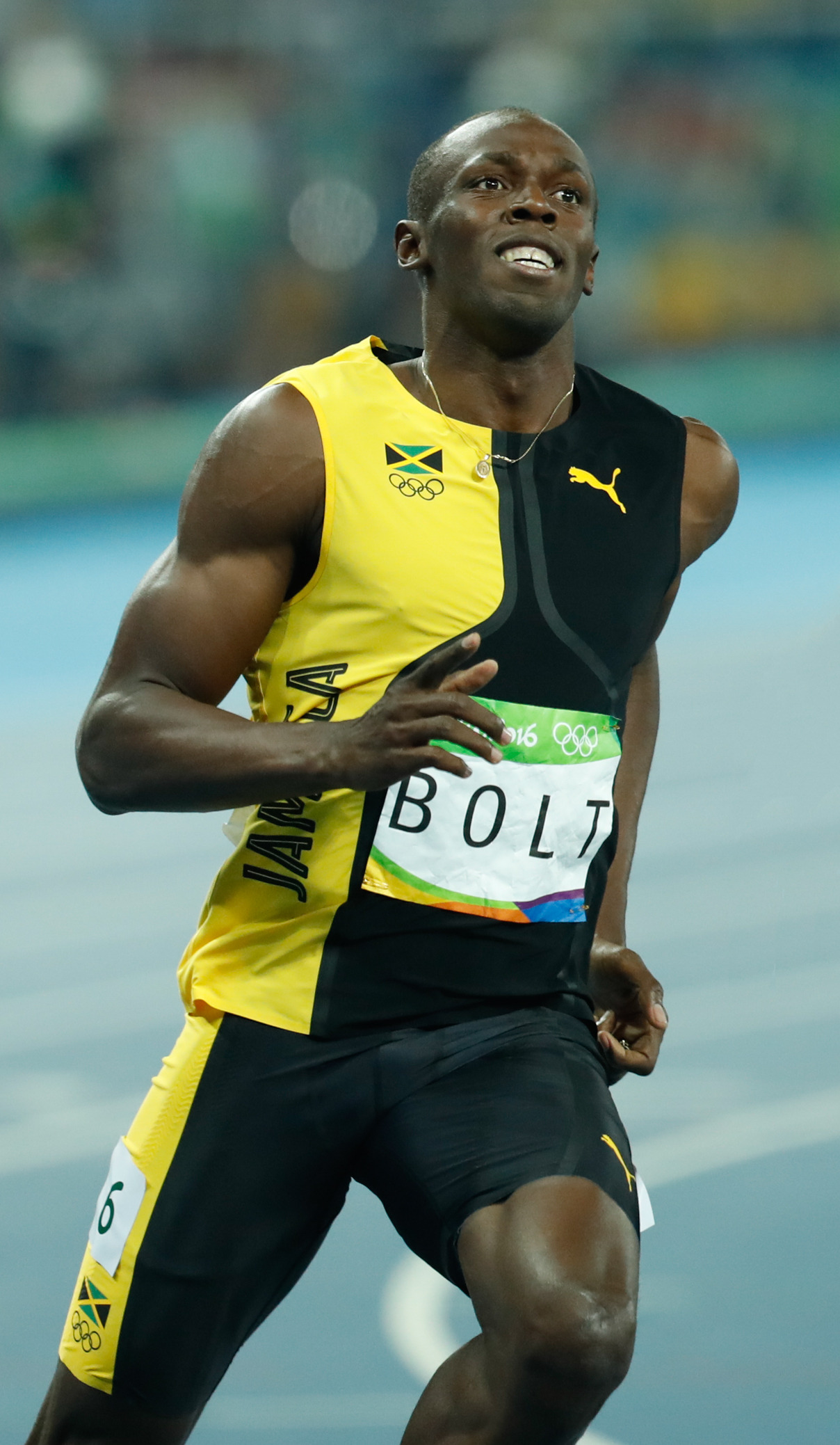
Usain Bolt durante la finale dei 100 m ai Giochi olimpici di

Inizia la stagione vincendo i 100 metri al Racers Grand Prix di Kingston in 9"88, davanti a Nickel Ashmeade e Yohan Blake. Partecipa poi ai London Anniversary Games di Londra, dove vince i 200 metri in 19"89.
Vola quindi a Rio de Janeiro per partecipare alla sua terza e ultima rassegna olimpica. Ai Giochi, superate con facilità batterie e semifinali, approda alla finale dei 100 metri, che riesce tranquillamente a vincere con il tempo di 9"81, davanti a Justin Gatlin (9"89) e Andre De Grasse (9"91, record personale). Stessa cosa nella distanza doppia, che vince con facilità in 19"78, davanti alla rivelazione De Grasse (20"02) e ad un ritrovato Christophe Lemaitre (20"12), riuscendo così nell'impresa di vincere 100 e 200 metri in tre Olimpiadi consecutive. Conclude la sua ultima avventura olimpica vincendo, con la squadra giamaicana, la staffetta 4 × 100 m in 37"27, quarto tempo di sempre sulla distanza.

### I mondiali di Londra e il ritiro dall'atletica (2017)
Nel 2017 il Comitato Olimpico Internazionale ha ufficializzato la squalifica della staffetta 4 × 100 m giamaicana ai Giochi olimpici di Pechino 2008 e la conseguente revoca della medaglia d'oro per il caso di doping di Nesta Carter, risultato positivo alla methylhexaneamina nell'ambito dei test effettuati nel 2016.
Ai mondiali di Londra 2017 Bolt vince la medaglia di bronzo nei 100 metri con il tempo di 9"95, preceduto sul traguardo dagli statunitensi Justin Gatlin (9"92) e Christian Coleman (9"94). Nell'ultima corsa della sua carriera partecipa come ultimo frazionista alla staffetta 4 × 100 m, non riuscendo però a completare la gara a causa di un infortunio.

### Partecipazione a eventi calcistici (2018)
Dopo il ritiro dall'atletica leggera, Bolt prende parte ad alcuni eventi calcistici. Nel marzo del 2018 effettua alcuni allenamenti con il Borussia Dortmund, senza però essere impiegato in partite ufficiali. Nel giugno del 2018 scende in campo con la squadra norvegese dello Strømsgodset Idrettsforening, giocando venti minuti in una partita amichevole contro la nazionale under 19 norvegese; pochi giorni dopo partecipa, nelle file di una selezione denominata World XI, a una partita di beneficenza contro una selezione inglese allo stadio Old Trafford di Manchester, venendo premiato a fine partita MVP.
In estate si allena con i Central Coast Mariners, club australiano militante in A-League, scendendo in campo in gare amichevoli e realizzando una doppietta il 12 ottobre in un'amichevole contro il Macarthur South West United.
Nel novembre del 2018 la squadra australiana comunica di non aver trovato un accordo sull'ingaggio del campione giamaicano.

## Controversie
(Carl Lewis fa notare il miglioramento di Bolt in un anno.)
Carl Lewis, pluricampione olimpico e mondiale nella velocità e nel salto in lungo, nonché ex detentore del primato mondiale dei 100 metri piani, al termine dei Giochi olimpici di Pechino 2008 ha fatto notare il consistente miglioramento dell'atleta giamaicano nel corso di un solo anno (da 10"03 a 9"69) e che, tra gli atleti capaci di scendere sotto i 9"80, tre sono risultati positivi ai test antidoping (Ben Johnson, Tim Montgomery e Justin Gatlin) e uno è rimasto fuori per un anno a causa di un infortunio. Nel 2013, anche Tyson Gay e Asafa Powell (quest'ultimo già primatista mondiale della specialità prima di Bolt) sono risultati positivi ai test antidoping.
Bolt non è mai risultato positivo ai controlli antidoping, come ha affermato lo stesso presidente della IAAF Lamine Diack, e lo stesso Bolt ha sostenuto che le sue vittorie, e quelle di tutti gli altri suoi connazionali, sono frutto di tanto allenamento e che chiunque voglia controllarlo è il benvenuto.

## Record nazionali
Seniores
- 100 metri piani: 9"58 (+0,9 m/s) ( Berlino, 16 agosto 2009)
- 200 metri piani: 19"19 (–0,3 m/s) ( Berlino, 20 agosto 2009)
- 300 metri piani: 30"97 ( Ostrava, 27 maggio 2010)
- Staffetta 4×100 metri: 36"84 ( Londra, 11 agosto 2012)  (Nesta Carter, Michael Frater, Yohan Blake, Usain Bolt)

Under 20
- 200 metri piani: 19"93 (+1,4 m/s) ( Devonshire, 11 aprile 2004)

Under 18
- 200 metri piani: 20"13 (0,0 m/s) ( Bridgetown, 20 luglio 2003)
- 400 metri piani: 45"35 ( Kingston, 5 aprile 2003)

## Progressione

### 100 iarde
| Stagione | Tempo | Luogo   | Data      | Rank. Mond. |
| -------- | ----- | ------- | --------- | ----------- |
| 2012     | 9"29  | Ostrava | 25-5-2012 | 1º          |
| 2011     | 9"14  | Ostrava | 31-5-2011 | 1º          |

### 100 metri piani

La progressione di Bolt nei (tempi migliori)

| Stagione | Tempo | Luogo          | Data      | Rank. Mond. |
| -------- | ----- | -------------- | --------- | ----------- |
| 2017     | 9"95  | Londra         | 5-8-2017  | 7º          |
| 2017     | 9"95  | Monaco         | 21-7-2017 | 7º          |
| 2016     | 9"81  | Rio de Janeiro | 14-8-2016 | 2º          |
| 2015     | 9"79  | Pechino        | 23-8-2015 | 2º          |
| 2014     | 9"98  | Varsavia       | 23-8-2014 | 15º         |
| 2013     | 9"77  | Mosca          | 11-8-2013 | 1º          |
| 2012     | 9"63  | Londra         | 5-8-2012  | 1º          |
| 2011     | 9"76  | Bruxelles      | 16-9-2011 | 1º          |
| 2010     | 9"82  | Losanna        | 8-7-2010  | 3º          |
| 2009     | 9"58  | Berlino        | 16-8-2009 | 1º          |
| 2008     | 9"69  | Pechino        | 16-8-2008 | 1º          |
| 2007     | 10"03 | Retimo         | 18-7-2007 | 12º         |

### 200 metri piani

La progressione di Bolt nei (tempi migliori)

| Stagione | Tempo | Luogo          | Data      | Rank. Mond. |
| -------- | ----- | -------------- | --------- | ----------- |
| 2016     | 19"78 | Rio de Janeiro | 18-8-2016 | 3º          |
| 2015     | 19"55 | Pechino        | 27-8-2015 | 1º          |
| 2013     | 19"66 | Mosca          | 17-8-2013 | 1º          |
| 2012     | 19"32 | Londra         | 9-8-2012  | 1º          |
| 2011     | 19"40 | Taegu          | 3-9-2011  | 2º          |
| 2010     | 19"56 | Kingston       | 1-5-2010  | 1º          |
| 2009     | 19"19 | Berlino        | 20-8-2009 | 1º          |
| 2008     | 19"30 | Pechino        | 20-8-2008 | 1º          |
| 2007     | 19"75 | Kingston       | 24-6-2007 | 3º          |
| 2006     | 19"88 | Losanna        | 11-7-2006 | 4º          |
| 2005     | 19"99 | Londra         | 22-7-2005 | 3º          |
| 2004     | 19"93 | Devonshire     | 11-4-2004 | 2º          |
| 2003     | 20"13 | Bridgetown     | 20-7-2003 | 9º          |
| 2002     | 20"58 | Kingston       | 18-7-2002 | 60º         |
| 2001     | 21"73 | Debrecen       | 14-7-2001 | 853º        |

### 300 metri piani
| Stagione | Tempo | Luogo   | Data      | Rank. Mond. |
| -------- | ----- | ------- | --------- | ----------- |
| 2010     | 30"97 | Ostrava | 27-5-2010 | 1º          |

### 400 metri piani

La progressione di Bolt nei (tempi migliori)

| Stagione | Tempo | Luogo      | Data      | Rank. Mond. |
| -------- | ----- | ---------- | --------- | ----------- |
| 2013     | 46"38 | Kingston   | 14-3-2015 | 274º        |
| 2013     | 46"44 | Kingston   | 23-3-2013 | 246º        |
| 2010     | 45"87 | Kingston   | 13-2-2010 | 97º         |
| 2009     | 45"54 | Kingston   | 21-2-2009 | 40º         |
| 2008     | 46"94 | Kingston   | 26-1-2008 | 420º        |
| 2007     | 45"28 | Kingston   | 5-5-2007  | 33º         |
| 2006     | 47"58 | Kingston   | 29-1-2006 | 775º        |
| 2003     | 45"35 | Kingston   | 5-4-2003  | 47º         |
| 2002     | 47"12 | Bridgetown | 5-7-2002  | 473º        |
| 2001     | 48"28 | Bridgetown | 14-4-2001 | 949º        |

## Palmarès
(Biografia di Usain Bolt sul sito della World Athletics)
| Anno | Manifestazione          | Sede           | Evento      | Risultato  | Prestazione | Note                                                            |
| ---- | ----------------------- | -------------- | ----------- | ---------- | ----------- | --------------------------------------------------------------- |
| 2001 | Mondiali U18            | Debrecen       | 200 m piani | Semifinale | 21"73       |                                                                 |
| 2002 | Mondiali U20            | Kingston       | 200 m piani | Oro        | 20"61       |                                                                 |
| 2002 | Mondiali U20            | Kingston       | 4 × 100 m   | Argento    | 39"15       |                                                                 |
| 2002 | Mondiali U20            | Kingston       | 4 × 400 m   | Argento    | 3'04"06     |                                                                 |
| 2003 | Mondiali U18            | Sherbrooke     | 200 m piani | Oro        | 20"40       |                                                                 |
| 2003 | Mondiali U18            | Sherbrooke     | 400 m piani | Semifinale | dns         |                                                                 |
| 2004 | Giochi olimpici         | Atene          | 200 m piani | Batteria   | 21"05       |                                                                 |
| 2005 | Campionati CAC          | Nassau         | 200 m piani | Oro        | 20"03       |                                                                 |
| 2005 | Mondiali                | Helsinki       | 200 m piani | 8º         | 26"27       |                                                                 |
| 2007 | Mondiali                | Osaka          | 200 m piani | Argento    | 19"91       |                                                                 |
| 2007 | Mondiali                | Osaka          | 4 × 100 m   | Argento    | 37"89       | Record nazionale                                                |
| 2008 | Giochi olimpici         | Pechino        | 100 m piani | Oro        | 9"69        | Record mondiale                                                 |
| 2008 | Giochi olimpici         | Pechino        | 200 m piani | Oro        | 19"30       | Record mondiale                                                 |
| 2008 | Giochi olimpici         | Pechino        | 4 × 100 m   | dq         | 37"10       | [ 120 ]                                                         |
| 2009 | Mondiali                | Berlino        | 100 m piani | Oro        | 9"58        | Record mondiale                                                 |
| 2009 | Mondiali                | Berlino        | 200 m piani | Oro        | 19"19       | Record mondiale                                                 |
| 2009 | Mondiali                | Berlino        | 4 × 100 m   | Oro        | 37"31       | Record dei campionati · Miglior prestazione mondiale stagionale |
| 2011 | Mondiali                | Taegu          | 100 m piani | Finale     | dq          |                                                                 |
| 2011 | Mondiali                | Taegu          | 200 m piani | Oro        | 19"40       | Miglior prestazione mondiale stagionale                         |
| 2011 | Mondiali                | Taegu          | 4 × 100 m   | Oro        | 37"04       | Record mondiale                                                 |
| 2012 | Giochi olimpici         | Londra         | 100 m piani | Oro        | 9"63        | Record olimpico · Miglior prestazione mondiale stagionale       |
| 2012 | Giochi olimpici         | Londra         | 200 m piani | Oro        | 19"32       | Miglior prestazione mondiale stagionale                         |
| 2012 | Giochi olimpici         | Londra         | 4 × 100 m   | Oro        | 36"84       | Record mondiale                                                 |
| 2013 | Mondiali                | Mosca          | 100 m piani | Oro        | 9"77        | Miglior prestazione mondiale stagionale                         |
| 2013 | Mondiali                | Mosca          | 200 m piani | Oro        | 19"66       | Miglior prestazione mondiale stagionale                         |
| 2013 | Mondiali                | Mosca          | 4 × 100 m   | Oro        | 37"36       | Miglior prestazione mondiale stagionale                         |
| 2014 | Giochi del Commonwealth | Glasgow        | 4 × 100 m   | Oro        | 37"58       | Record dei Giochi · Miglior prestazione mondiale stagionale     |
| 2015 | World Relays            | Nassau         | 4 × 100 m   | Argento    | 37"68       | Miglior prestazione personale stagionale                        |
| 2015 | Mondiali                | Pechino        | 100 m piani | Oro        | 9"79        | Miglior prestazione personale stagionale                        |
| 2015 | Mondiali                | Pechino        | 200 m piani | Oro        | 19"55       | Miglior prestazione mondiale stagionale                         |
| 2015 | Mondiali                | Pechino        | 4 × 100 m   | Oro        | 37"36       | Miglior prestazione mondiale stagionale                         |
| 2016 | Giochi olimpici         | Rio de Janeiro | 100 m piani | Oro        | 9"81        | Miglior prestazione personale stagionale                        |
| 2016 | Giochi olimpici         | Rio de Janeiro | 200 m piani | Oro        | 19"78       | Miglior prestazione personale stagionale                        |
| 2016 | Giochi olimpici         | Rio de Janeiro | 4 × 100 m   | Oro        | 37"27       | Miglior prestazione mondiale stagionale                         |
| 2017 | Mondiali                | Londra         | 100 m piani | Bronzo     | 9"95        | Miglior prestazione personale stagionale                        |
| 2017 | Mondiali                | Londra         | 4 × 100 m   | Finale     | dnf         |                                                                 |

## Altre competizioni internazionali
2006

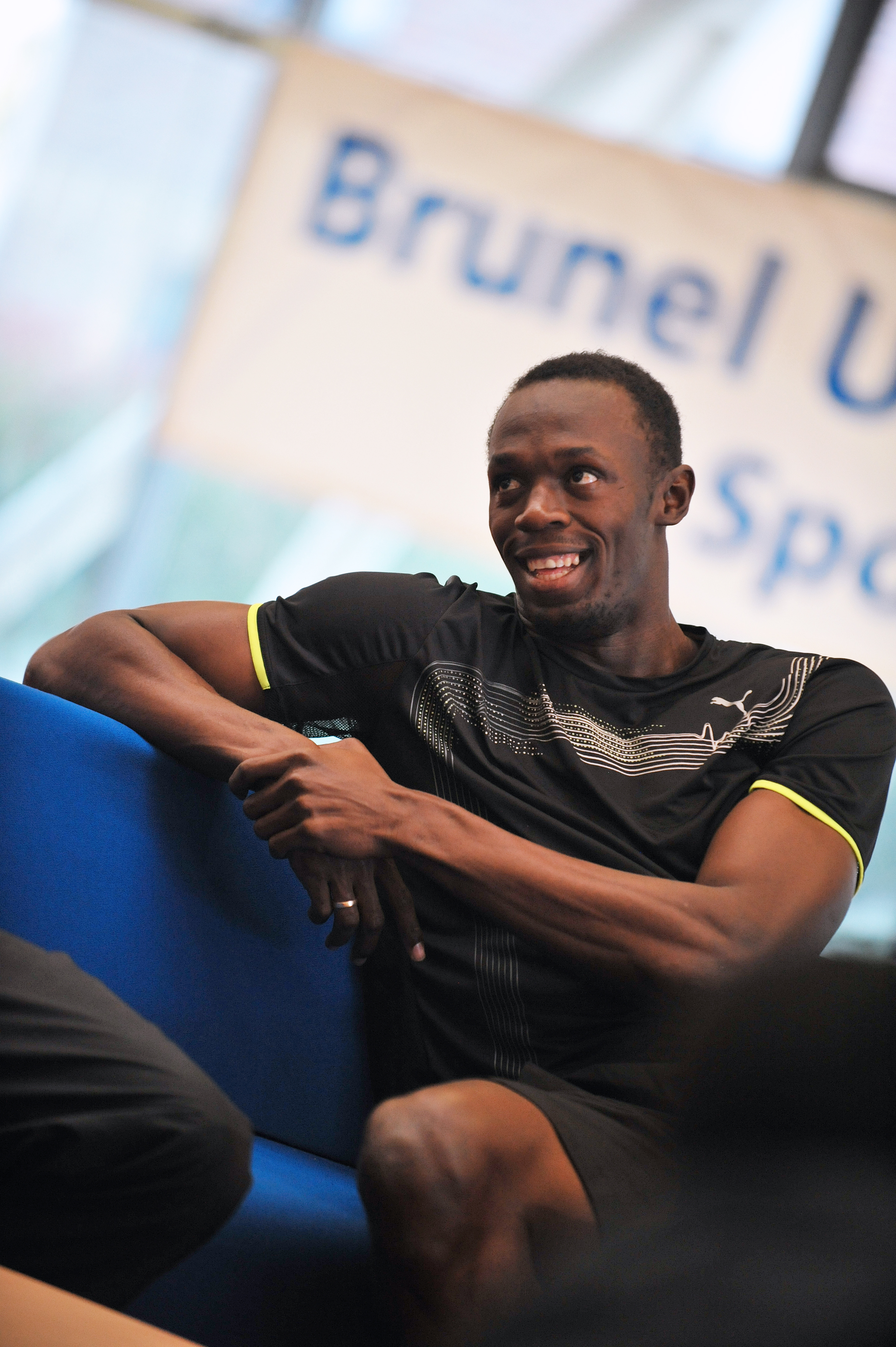
Usain Bolt nel 2009

- Bronzo alla World Athletics Final ( Stoccarda), 200 m piani - 20"10
- Argento in Coppa del mondo ( Atene), 200 m piani - 19"96

2007
- Argento al Weltklasse Zürich ( Zurigo), 200 m piani - 20"19
- Argento al Weltklasse Zürich ( Zurigo), 4 × 100 m - 38"82
- Bronzo al Memorial Van Damme ( Bruxelles), 200 m piani - 20"14

2008
- Oro al Weltklasse Zürich ( Zurigo), 100 m piani - 9"83
- Oro al Memorial Van Damme ( Bruxelles), 100 m piani - 9"77

2009
- Oro al Meeting Areva ( Saint-Denis), 100 m piani - 9"79
- Oro al Weltklasse Zürich ( Zurigo), 100 m piani - 9"81
- Oro al Weltklasse Zürich ( Zurigo), 4 × 100 m - 37"70
- Oro al Memorial Van Damme ( Bruxelles), 200 m piani - 19"57
- Oro alla World Athletics Final ( Salonicco), 200 m piani - 19"68

2010
- Oro allo Shanghai Golden Grand Prix ( Shanghai), 200 m piani - 19"76
- Oro all'Athletissima ( Losanna), 100 m piani - 9"82
- Oro al Meeting Areva ( Saint-Denis), 100 m piani - 9"84
- Argento al DN Galan ( Stoccolma), 100 m piani - 9"97

2011
- Oro al Golden Gala ( Roma), 100 m piani - 9"91
- Oro ai Bislett Games ( Oslo), 200 m piani - 19"86
- Oro al Meeting Areva ( Saint-Denis), 200 m piani - 20"03
- Oro all'Herculis ( Monaco), 100 m piani - 9"88
- Oro al DN Galan ( Stoccolma), 200 m piani - 20"03
- Oro al Memorial Van Damme ( Bruxelles), 100 m piani - 9"76

2012
- Oro al Golden Gala ( Roma), 100 m piani - 9"76
- Oro ai Bislett Games ( Oslo), 100 m piani - 9"79
- Oro all'Athletissima ( Losanna), 200 m piani - 19"58
- Oro al Weltklasse Zürich ( Zurigo), 200 m piani - 19"66
- Oro al Memorial Van Damme ( Bruxelles), 100 m piani - 9"86

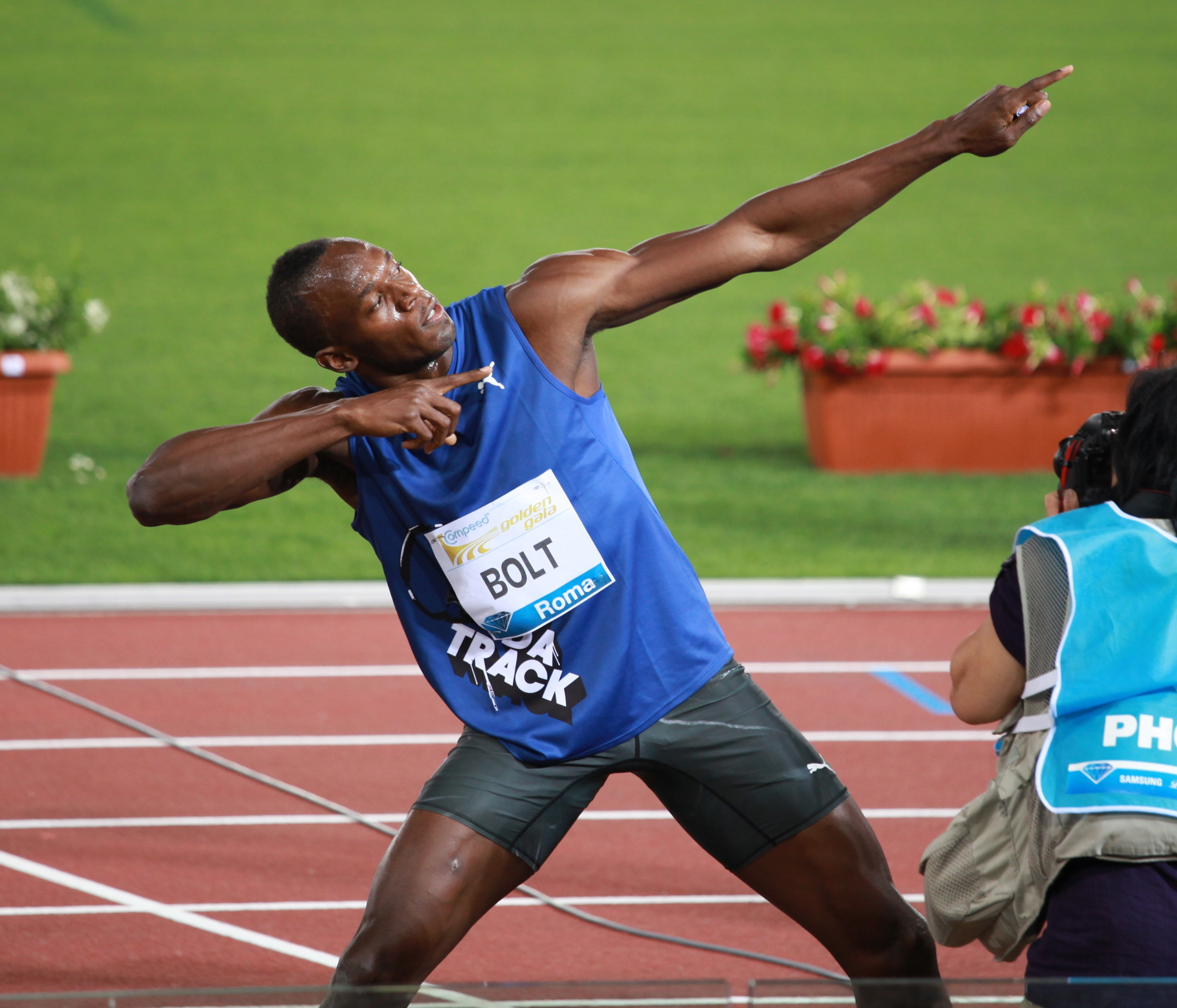
Bolt al Golden Gala 2011

- Vincitore della Diamond League nella specialità dei 100 m piani (16 punti)

2013
- Argento al Golden Gala Pietro Mennea ( Roma), 100 m piani - 9"95
- Oro ai Bislett Games ( Oslo), 200 m piani - 19"79
- Oro al Meeting Areva ( Saint-Denis), 200 m piani - 19"73
- Oro ai London Anniversary Games ( Londra), 100 m piani - 9"85
- Oro ai London Anniversary Games ( Londra), 4 × 100 m - 37"75
- Oro al Weltklasse Zürich ( Zurigo), 100 m piani - 9"90
- Oro al Memorial Van Damme ( Bruxelles), 100 m piani - 9"80

2015
- Oro all'Adidas Grand Prix ( New York), 200 m piani - 20"29
- Oro ai London Anniversary Games ( Londra), 100 m piani - 9"87

2016
- Oro ai London Anniversary Games ( Londra), 200 m piani - 19"89

2017
- Oro all'Herculis ( Monaco), 100 m piani - 9"95

## Immagine pubblica

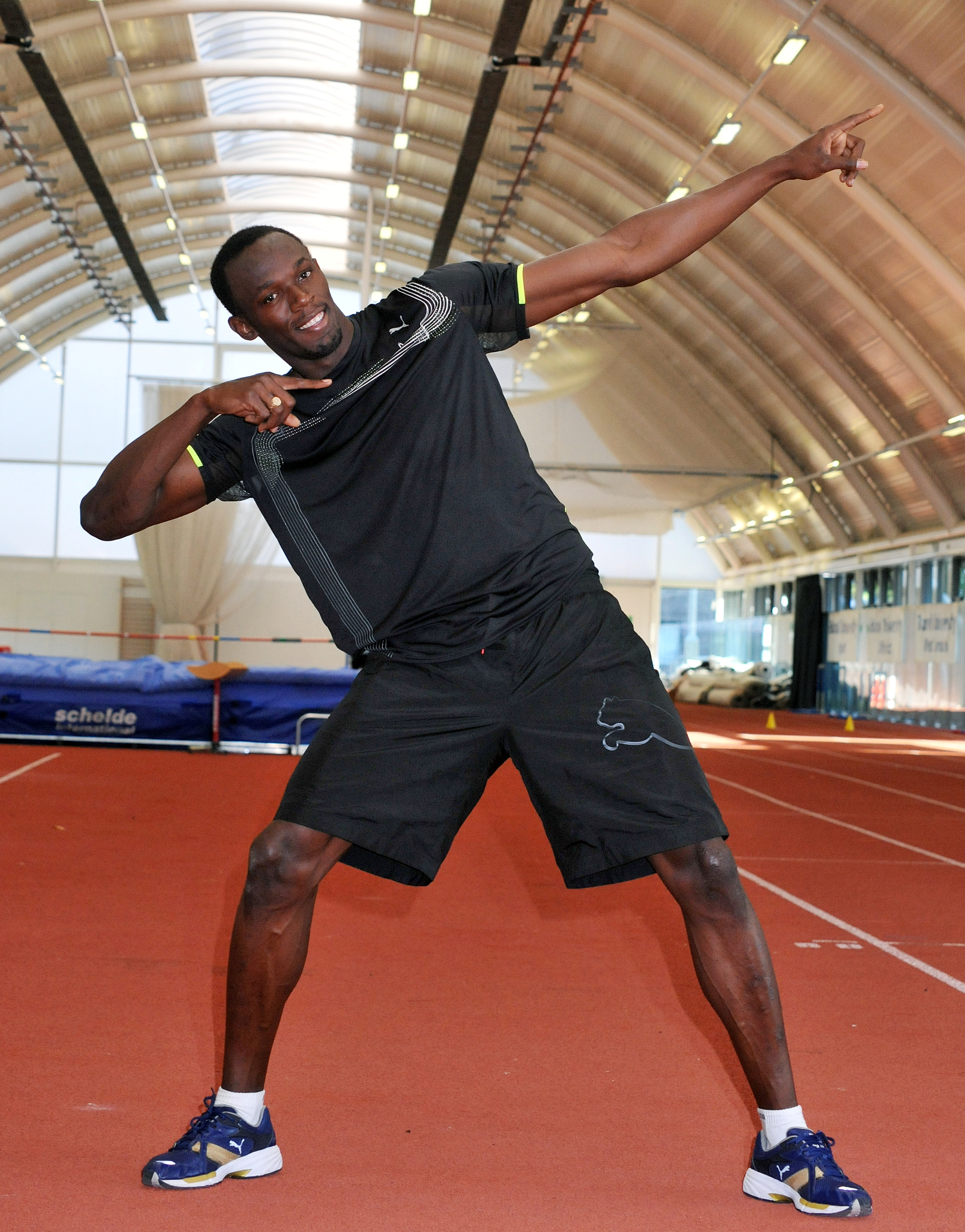
Usain Bolt immortalato nel 2009 poco prima dei mondiali di Berlino

Il suo carattere è spesso descritto come tranquillo e fin troppo rilassato.
Dopo il suo record mondiale ottenuto a New York, durante una gara preceduta da un forte temporale, la stampa ha coniato vari giochi di parole riguardo al suo nome chiamandolo "Lightning Bolt" o "Bolt from the blue".
Grande amante del calcio, ospite del Manchester United durante alcune sedute di allenamento, era presente durante la finale della UEFA Champions League 2010-2011 a Londra, dove ha dichiarato che, dopo il suo ritiro dall'atletica leggera, gli sarebbe piaciuto giocare nella loro squadra.
Dopo aver vinto il titolo mondiale dei 200 metri piani ai Campionati mondiali juniores del 2002 a Kingston ha firmato un contratto di sponsorizzazione con la multinazionale di abbigliamento Puma.
Per promuovere l'avvicinamento ai Giochi olimpici di Pechino 2008, la Puma ha pubblicato una serie di video raffiguranti Bolt durante la preparazione per le imminenti Olimpiadi e, appositamente per la finale dei 100 metri piani, gli ha consegnato delle scarpette chiodate dorate create su misura per lui.
Nel 2010, Bolt ha firmato un contratto con la casa editrice HarperCollins per la pubblicazione di un'autobiografia, intitolata Usain Bolt: My Story. 9.58: Being the World's Fastest Man e negoziata da Chris Nathaniel, amministratore delegato della NVA Holdings. Il libro è stato poi pubblicato e distribuito durante il 2011.
Nel 2016 è uscito un documentario biografico dal titolo I Am Bolt, diretto da Ben Turner e Gabe Turner, accompagnato da una colonna sonora originale che include brani, fra gli altri, di Sean Paul, di Major Lazer, del connazionale Damian Marley assieme al rapper Nas.
Bolt è testimonial esclusivo (brand ambassador), partecipando a decine di campagne pubblicitarie e girando spot improntati particolarmente sull'ironia dell'atleta (tra i tanti marchi, ad esempio, appare in video per Gatorade, 2013; Barrhead Travel, 2014; Xfinity TV, 2015; Puma, Virgin Media, 2016; Allianz Direct, 2020; CarMax, 2021).
In veste di cantante, sua grande passione, ha inciso nel 2021 il suo primo album dal titolo Country Yutes per la casa discografica A-team Lifestyle.

## Riconoscimenti
- Atleta mondiale dell'anno (2008, 2009, 2011, 2012, 2013, 2016)[84][133][134]
- Atleta emergente dell'anno (2002, 2003)[135]
- BBC Overseas Sports Personality of the Year (2008, 2009, 2012)[136][137]
- Campione dei Campioni de L'Équipe (2008, 2009, 2012, 2015, 2016)[138]
- Grand Prix de l'Académie des Sports (2009)[139]
- Laureus Sportsman of the Year (2009, 2010, 2013, 2017)[140][141][142]
- Sportivo mondiale dell'anno de La Gazzetta dello Sport (2008, 2009, 2012)
- Track & Field News Athlete of the Year (2008, 2009)[143][144][145]
- Nel 2011 il museo Madame Tussauds ha inaugurato una statua di cera dell'atleta.[146]

### Pubblicazioni
In italiano
- Pierangelo Molinaro, Roma ha un nuovo re (PDF), in Atletica, n. 3/2011, mag/giu 2011,  pp. 4-6. URL consultato il 6 ottobre 2011.
- Valerio Vecchiarelli, Roma si ferma arriva il re (PDF), in Atletica, n. 1/2011, gen/feb 2011,  pp. 12-15. URL consultato il 6 ottobre 2011.
- Roberto L. Quercetani, Un anno all'insegna di Bolt e Vlasic (PDF), in Atletica, n. 6/2009, nov/dic 2009,  pp. 36-39. URL consultato il 7 ottobre 2011.
- Giorgio Cimbrico, Diario mondiale (PDF), in Atletica, n. 5/2009, set/ott 2009,  pp. 4-15. URL consultato il 7 ottobre 2011.
- Fabio Monti, Il fenomeno (PDF), in Atletica, n. 5/2009, set/ott 2009,  pp. 28-31. URL consultato il 7 ottobre 2011.
- Giorgio Cimbrico, Bolt il Titano (PDF), in Atletica, n. 3/2009, mag/giu 2009,  pp. 10-13. URL consultato il 4 ottobre 2011.
- Roberto L. Quercetani, E Usain penserà presto ai 400 (PDF), in Atletica, n. 3/2009, mag/giu 2009,  pp. 14-15. URL consultato il 6 ottobre 2011.
- Giancarlo Colombo, Diario Olimpico (PDF), in Atletica, n. 5/2008, set/ott 2008,  pp. 4-19. URL consultato il 6 ottobre 2011.
- Guido Alessandrini, Bolt, un uragano (PDF), in Atletica, n. 5/2008, set/ott 2008,  pp. 32-35. URL consultato il 6 ottobre 2011.

In inglese
- Charles Butler, Usain Bolt, in Runner's World, vol. 43, n. 12/2008, Rodale, Inc., dicembre 2008,  pp. 78-79, ISSN 0897-1706. URL consultato il 6 ottobre 2011.